# (34840) 2001 SB268
2001 SB268 (asteroide 34840) é um asteroide da cintura principal. Possui uma excentricidade de 0.05506320 e uma inclinação de 4.18498º.
Esse asteroide foi descoberto no dia 25 de setembro de 2001 por William Kwong Yu Yeung em Desert Eagle.